# Krevelivka, Lubnî
Krevelivka (în ucraineană Кревелівка) este un sat în comuna Berezivka din raionul Lubnî, regiunea Poltava, Ucraina.

## Demografie
Componența lingvistică a localității Krevelivka
     Ucraineană (99,09%)
     Alte limbi (0,91%)
Conform recensământului din 2001, majoritatea populației localității Krevelivka era vorbitoare de ucraineană (99,09%), existând în minoritate și vorbitori de alte limbi.